# Гора Кармель (національний парк)
Парк Гора Кармель (івр. פארק הכרמל) — найбільший ізраїльський національний парк, що поширюється на більшу частину гірського хребта Кармель з понад 10 000 га соснових, евкаліптових та кипарисових лісів. У парку створено чисельні велосипедні та пішохідні доріжки, а також існує понад 250 археологічних місць.
Парк є одним з найбільших відкритих місць у Ізраїлі. Є типовою Середземноморською екосистемою та включає в себе широке різноманіття геологічних явищ, доісторичних артефактів, біорізноманіття та ландшафтів. У 1996 році визнана ЮНЕСКО як біосферний заповідник.
У 2010 році парк зазнав значних ушкоджень внаслідок лісових пожеж.